# 311-es főút (Magyarország)
A 311-es számú főút Pest vármegye keleti felén észak–déli irányban haladva köti össze Nagykátát és Ceglédet. Hossza 34 km.

## Fekvése
Nagykátán a 31-es főút elágazásaként ered. Délkeleti irányba haladva érinti Farmost és Tápiószelét, majd innen délnek fordulva Tápiószőlős mellett elhaladva és az M4-es autóutat keresztezve ér Ceglédre, ahol a 4-es útba csatlakozik.

## Története
1934-ben a kereskedelem- és közlekedésügyi miniszter 70 846/1934. számú rendelete – úgy tűnik – még nem nyilvánította főúttá, sőt a rendelet alapján 1937-ben kiadott közlekedési térkép még mellékúti kiépítettséggel sem tüntette fel. A két végponti várost ugyan főút, méghozzá másodrendű főút (a Hatvan–Cegléd közti 31-es) kötötte össze, de az említett térkép tanúsága szerint az az út Tápiószentmárton érintésével, vagyis a mai 3116-os út nyomvonalát érintve haladhatott.
Egy dátum nélküli, feltehetőleg 1950 körül készült közúthálózati térkép viszont már a teljes mai hosszában főútként tünteti fel, méghozzá a jelenlegivel azonos, 311-es útszámozással.

## Képgaléria

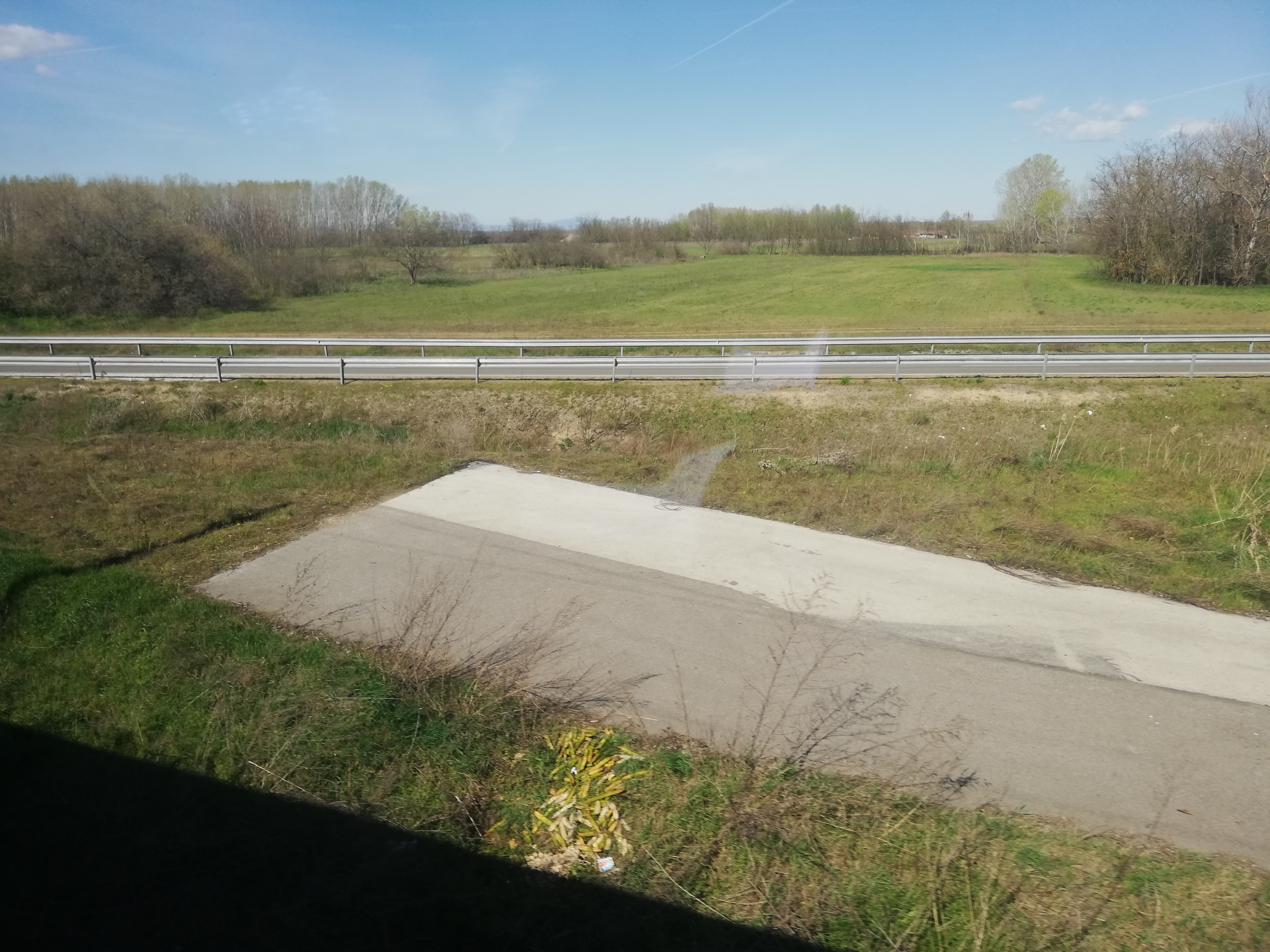
Felhagyott útszakasz Nagykáta és Tápiószentmárton között
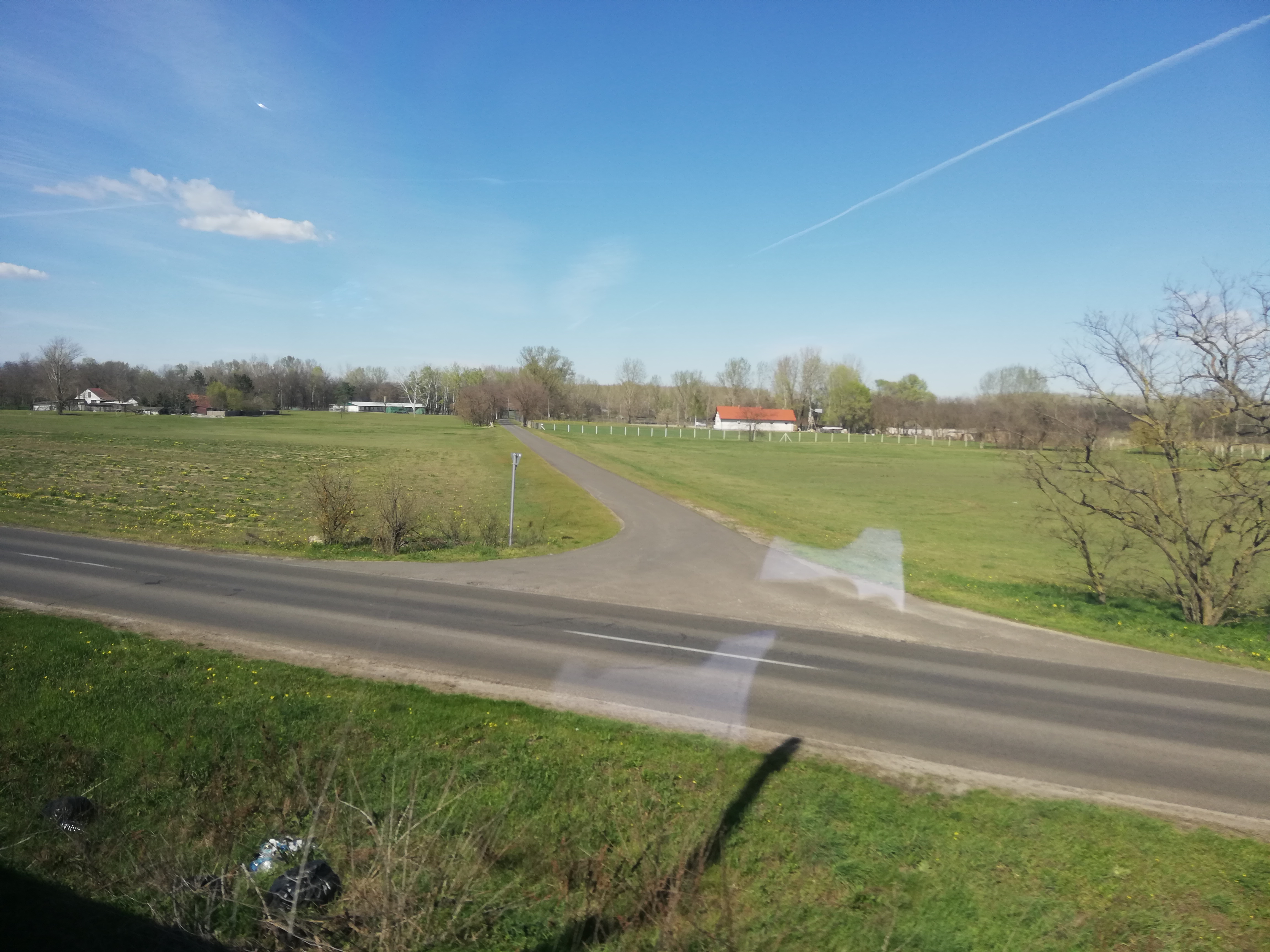
Egy alsóbbrendű keresztezése Nagykáta délkeleti szélén (vonatból fotózva)
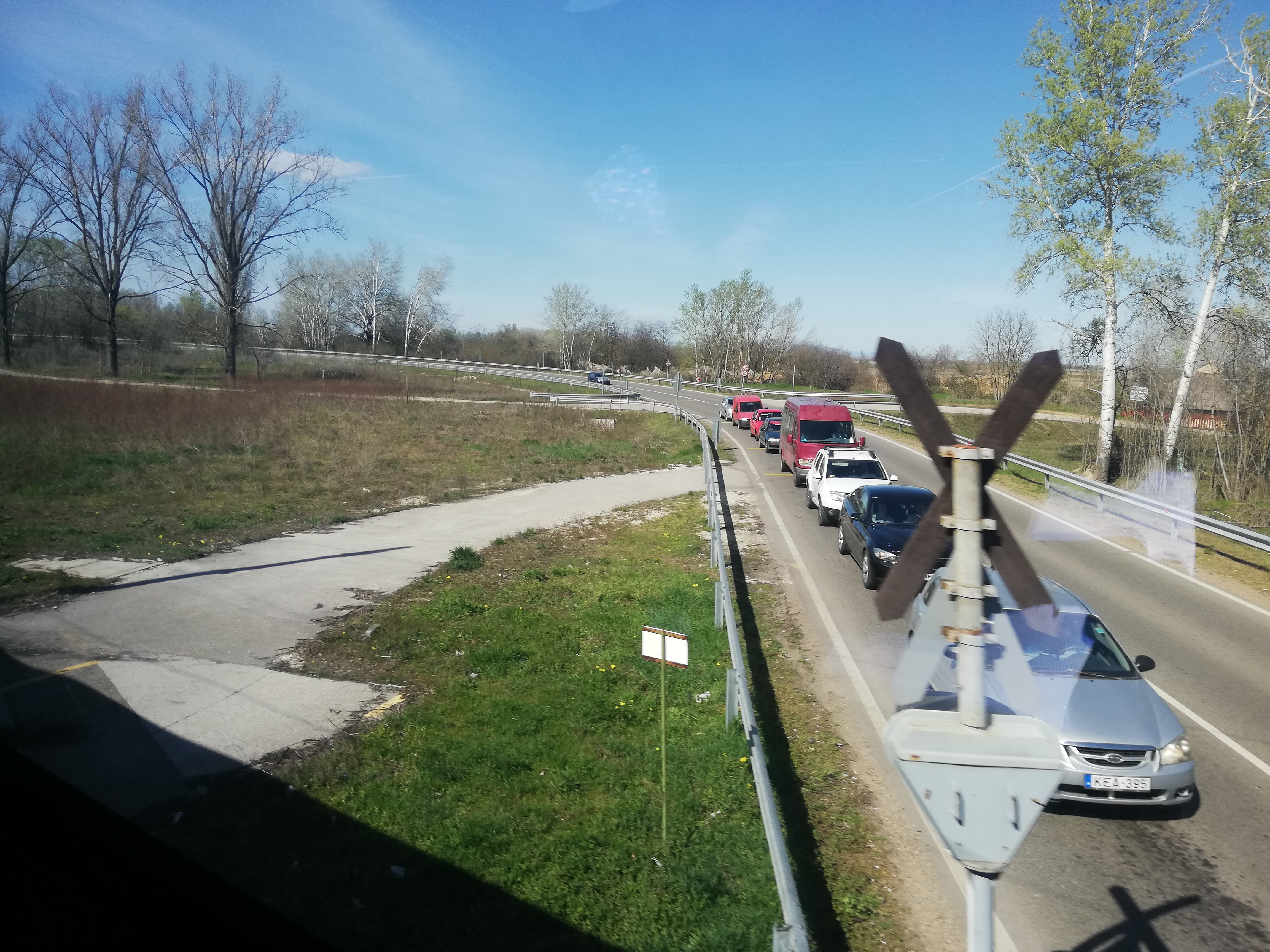
Vasúti keresztezése Tápiószentmártonnál (vonatból fotózva)